# 訃報 2005年6月
訃報 2005年6月（ふほう 2005ねん6がつ）では、2005年（平成17年）6月中に物故した、又は物故が報じられた人物についてまとめる。

## （1日 - 15日）

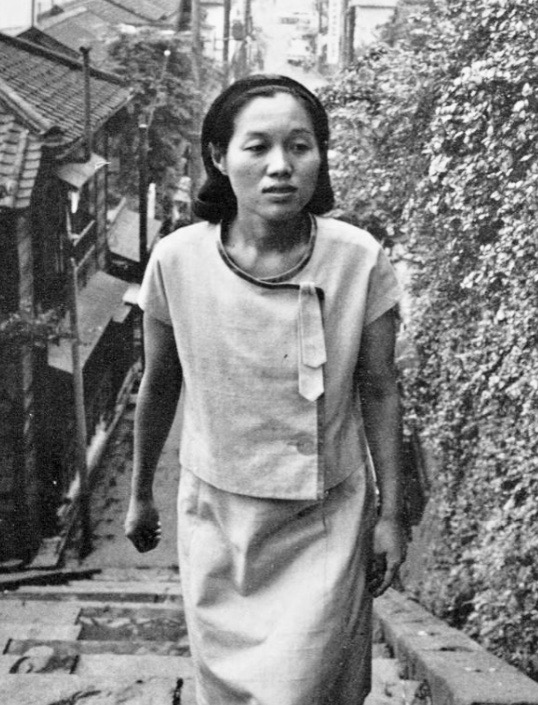
倉橋由美子／6月10日没

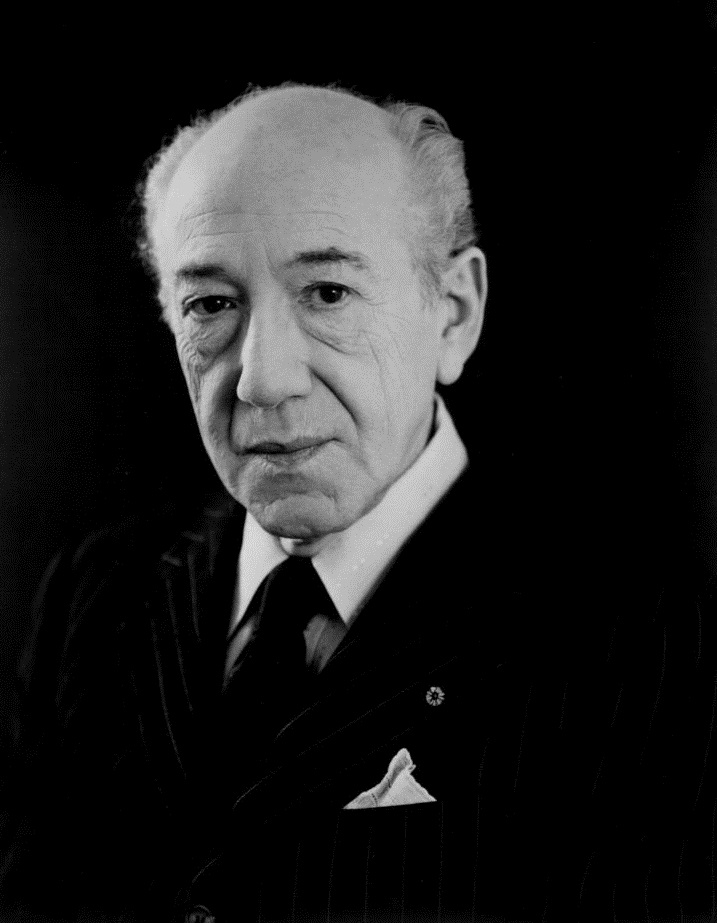
デイヴィッド・ダイアモンド／6月13日没

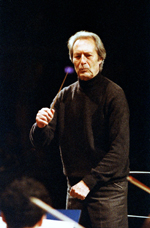
カルロ・マリア・ジュリーニ／6月14日没

- 6月6日 - 岡光夫、日本農業経済史学者（* 1920年）
- 6月6日 - ジークフリート・パルム、チェリスト（* 1927年）
- 6月9日 - 北川弥助、政治家・滋賀県議会議員（* 1911年)
- 6月9日 - 塚本邦雄、歌人（* 1921年）
- 6月10日 - 沓脱タケ子、医師・政治家（* 1922年）
- 6月10日 - 倉橋由美子、小説家（* 1935年）
- 6月10日 - 永島慎二、漫画家（* 1937年）
- 6月11日 - 杉山令肇、元自由民主党参議院議員・学校法人聖徳学園名誉理事長（* 1923年）
- 6月13日 - デイヴィッド・ダイアモンド、作曲家（* 1916年）
- 6月13日 - 大前朔郎、教育者・社会学者（* 1922年）
- 6月14日 - 芳賀貢、元日本社会党衆議院議員（* 1908年）
- 6月14日 - カルロ・マリア・ジュリーニ、指揮者（* 1914年）
- 6月15日 - 三谷一馬、日本画家（* 1912年）
- 6月15日 - 勝見嘉美、裁判官（* 1923年）

## （16日 - 30日）

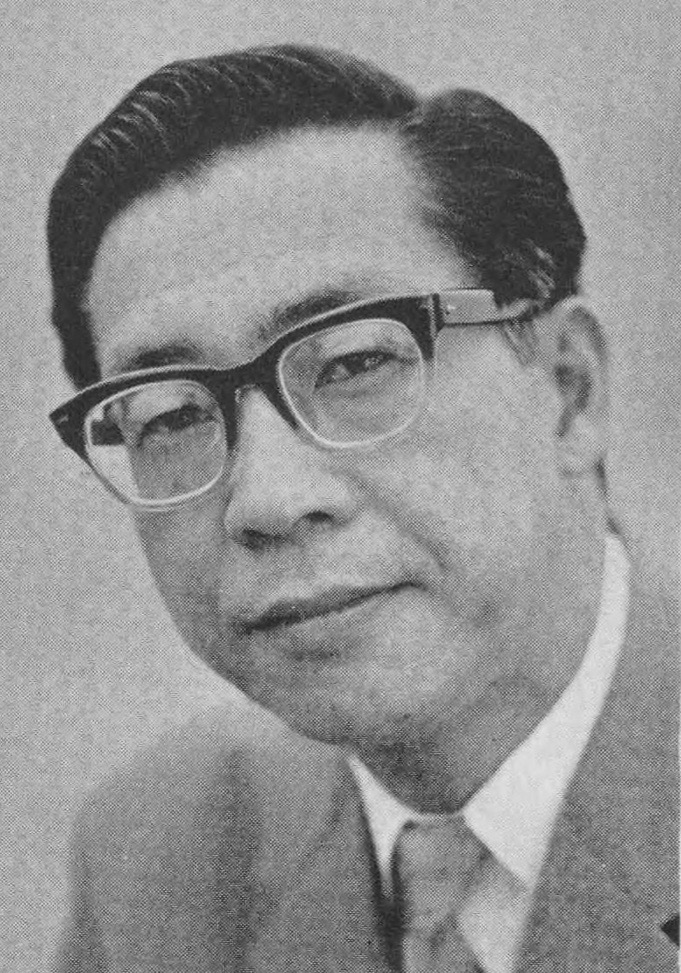
松村達雄／6月18日没

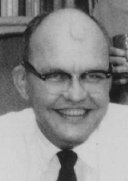
ジャック・キルビー／6月20日没

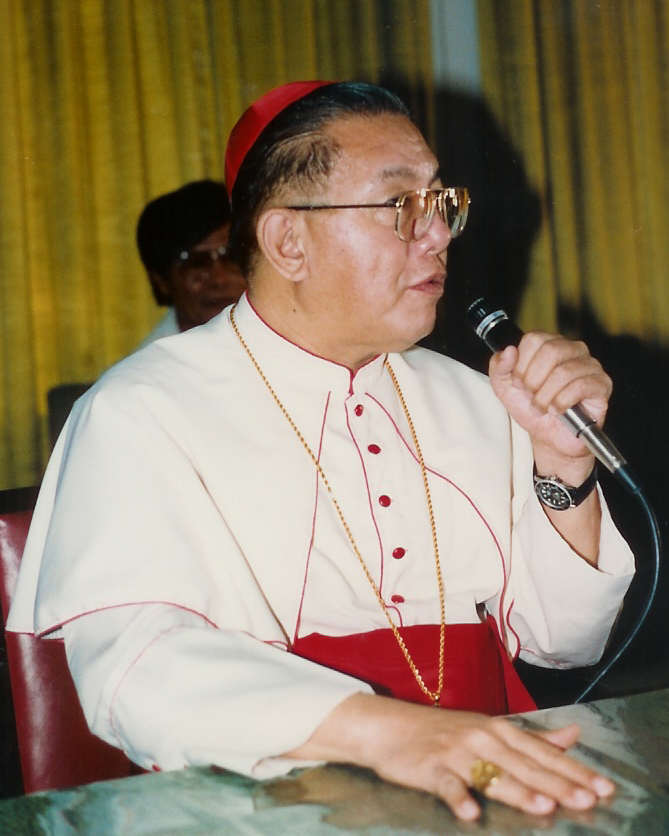
ハイメ・シン／6月21日没

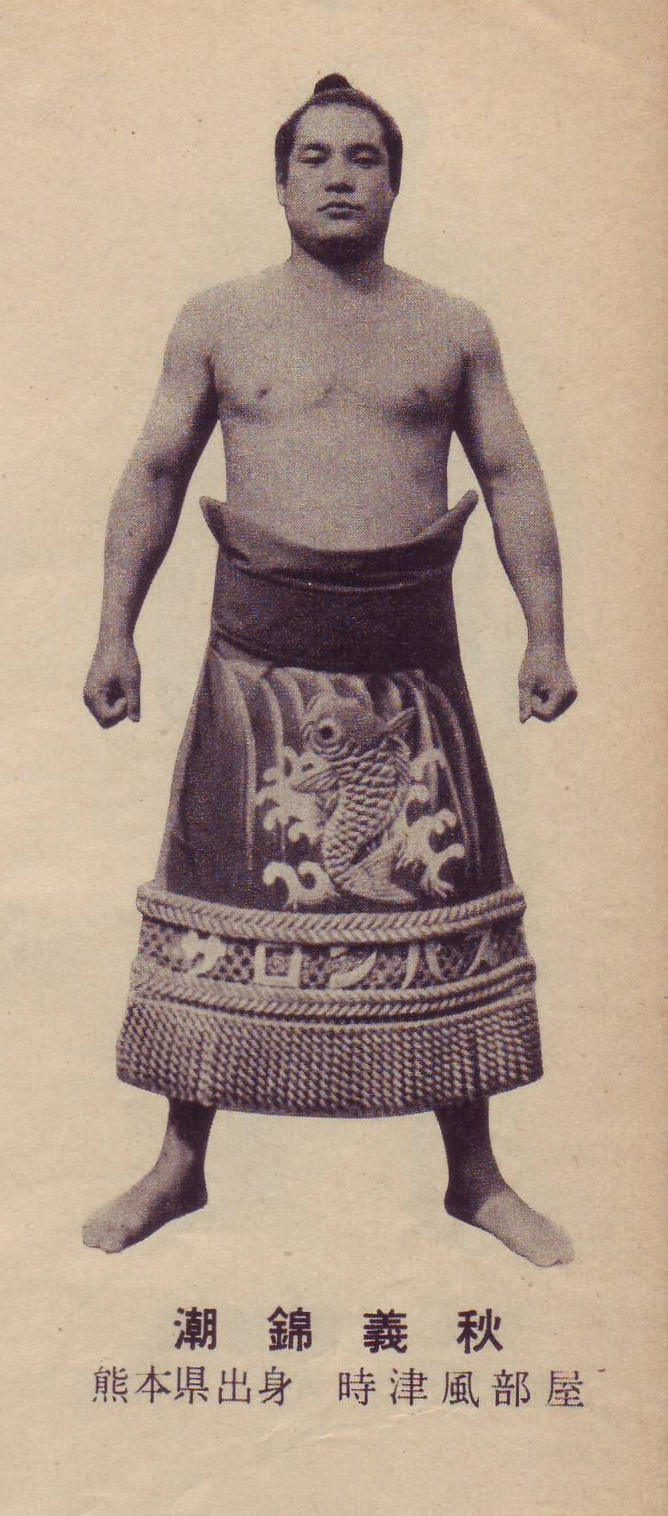
潮錦義秋／6月24日没

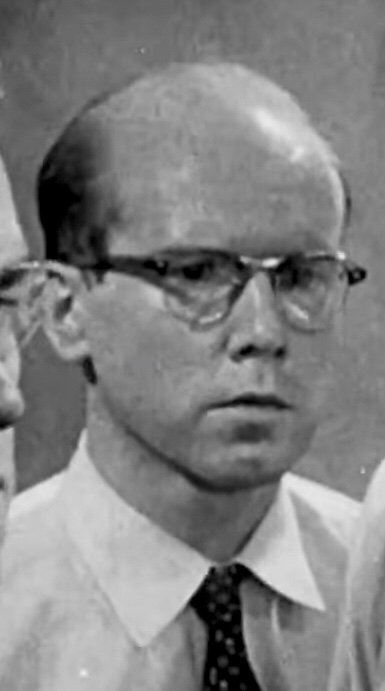
ジョン・フィードラー／6月25日没

- 6月16日 - 奥崎謙三、陸軍軍人（* 1920年）
- 6月18日 - 松村達雄、俳優（* 1914年）
- 6月18日 - 大迫忍、元ゼンリン社長、最高顧問（* 1945年）
- 6月19日 - 勝部真長、お茶の水女子大学名誉教授（* 1916年）
- 6月19日 - 水島弘、俳優（* 1932年）
- 6月19日 - 福田治郎、数学者 （* 1913年）
- 6月20日 - 中山恒明、外科医（* 1910年）
- 6月20日 - ラリー・コリンズ (Larry Collins)、作家（* 1912年）
- 6月20日 - 田中敏隆、発達・教育心理学者（* 1922年）
- 6月20日 - ジャック・キルビー、科学者（* 1923年）
- 6月21日 - 宮嶋巌、スキージャンプ選手（* 1914年）
- 6月21日 - ハイメ・シン、枢機卿・元マニラ大司教（* 1929年）
- 6月24日 - 潮錦義秋、元大相撲力士（* 1924年）
- 6月24日 - ハンス・カン、ピアニスト・ウィーン国立音楽大学教授（* 1927年）
- 6月25日 - ジョン・フィードラー、俳優、声優（* 1925年）
- 6月25日 - 長新太、絵本作家（* 1927年）
- 6月26日 - 林由美香、AV女優（* 1970年）
- 6月27日 - 岡村雅夫、政治家（* 1919年）
- 6月27日 - 木田宏、官僚・元文部事務次官（* 1922年）
- 6月27日 - 遠井吾郎、元プロ野球選手・コーチ・阪神タイガース（* 1939年）
- 6月30日 - 小倉昌男、元ヤマト運輸会長（* 1925年）
- 6月30日 - アレクセイ・スルタノフ、ピアニスト（* 1969年）